# Barra dos Coqueiros
Barra dos Coqueiros este un oraș în Sergipe (SE), Brazilia.